# Alfred Moquin-Tandon
Alfred Moquin-Tandon all'anagrafe Christian Horace Benedict Alfred Moquin-Tandon (Montpellier, 7 maggio 1804 – Parigi, 15 aprile 1863) è stato un naturalista, botanico e medico francese.

## Biografia
Ha studiato sotto la guida del botanico Michel Félix Dunal (1789-1856) e ha conseguito il dottorato di scienze il 9 dicembre 1826, poi di medicina il 18 agosto 1828.
Moquin-Tandon è stato professore di zoologia a Marsiglia dal 1829 fino al 1833, quando è stato nominato professore di storia naturale e di botanica presso la facoltà di Tolosa e direttore dell'Orto botanico della medesima università. Infine, si è dimesso dalla facoltà Tolosa, per occupare la cattedra di medicina e di storia naturale presso la Facoltà di Medicina di Parigi dal 1853. Nel settembre del 1834 trascorse alcune settimane a Parigi, durante le quali, oltre alle due persone che vi era venuto a consultare, il chimico Louis Jacques Thénard e il ministro François Guizot, incontrò un gran numero di scienziati: Étienne Geoffroy Saint-Hilaire (1772-1844), Pierre Toussaint Marcel de Serres de Mesplès (1780-1862), Marie-Jean-Pierre Flourens (1794-1867), Augustin Pyrame de Candolle (1778-1841), André-Marie Ampère (1775-1836), Victor Cousin (1792-1867) e Adolphe Théodore Brongniart (1801-1876).
Venne eletto curatore dell'Académie des Jeux floraux nel 1844. Nel 1850 fu inviato in Corsica dal governo francese per studiare la flora dell'isola, e vi incontrò il naturalista Jean-Henri Fabre. Nel 1853, si trasferisce a Parigi, per poi diventare direttore del Jardin des Plantes e dell'Accademia francese delle scienze. È stato eletto membro dell'Accademia delle scienze nel 1854. Ha pronunciato l'elogio di André Marie Constant Duméril (1774-1860) di fronte alla Facoltà di Medicina di Parigi. Oltre al suo lavoro in botanica, è stato responsabile per la ricerca sui molluschi e sanguisughe.
Tra i suoi libri L'Histoire Naturelle des îles Canaries (1835-1844), coautore con Philip Barker Webb e Sabin Berthelot.
Una delle sue specialità è stata la famiglia delle Amaranthaceae.

## Pubblicazioni

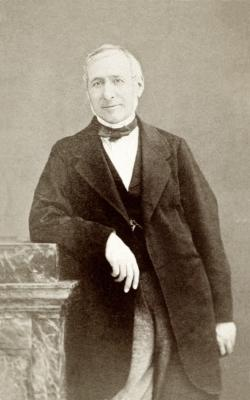
Alfred Moquin-Tandon

- Mémoires sur l'oologie, ou sur les œufs des animaux (Paris, 1824).
- Essai sur les dédoublements ou multiplications d'organes dans les végétaux (Montpellier, 1826).
- Monographie de la famille des Hirudinées (Gabon, Paris, 1827).
- Avec Philip Barker Webb (1793-1854) et Sabin Berthelot (1794-1880), Histoire naturelle des îles Canaries (Paris, 1836-1844).
- Chenopodearum monographica enumeratio (P.-J. Loss, Paris, 1840).
- Moquin-Tandon dirige la parution des deux volumes de Las Flors del gay saber... (Toulouse, 1841).
- Éléments de tératologie végétale, ou Histoire abrégée des anomalies de l'organisation dans les végétaux (P.-J. Loss, Paris, 1841) — L’ouvrage est traduit en allemand par Johannes Conrad Schauer (1813-1848), Pflanzen-Teratologie, Lehre von dem regelwidrigen Wachsen und Bilden der Pflanzen (Haude et Spener, Berlin, 1842).

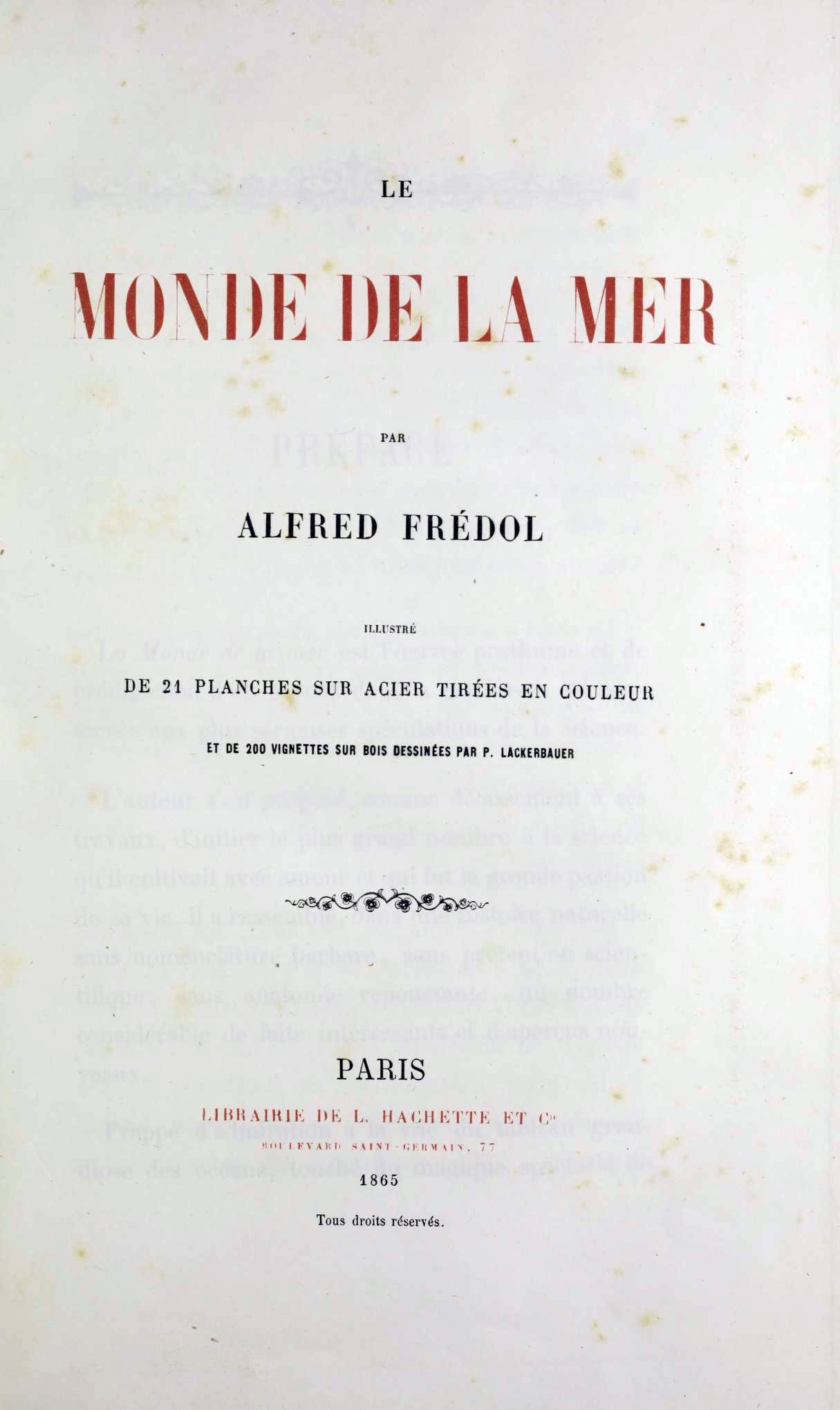
Monde de la mer, 1865

- Histoire naturelle des mollusques terrestres et fluviatiles de France, contenant des études générales sur leur anatomie et leur physiologie et la description particulière des genres, des espèces et des variétés (trois volumes, J.-B. Baillière, Paris, 1855).
- Éléments de zoologie médicale, contenant la description des animaux utiles à la médecine et des espèces nuisibles à l'homme, venimeuses ou parasites (J.-B. Baillière, Paris, 1860, réédité en 1862).
- Éléments de botanique médicale, contenant la description des végétaux utiles à la médecine et des espèces nuisibles à l'homme (J.-B. Baillière, Paris, 1861, réédité en 1866).
- Sous le pseudonyme Alfred Frédol Le Monde de la mer (imprimerie de E. Martinet, Paris, 1863, réédité par L. Hachette, 1865, puis en 1866 et en 1881).
- (FR) Monde de la mer, Paris, Louis Hachette, 1865.
- Un naturaliste à Paris réédité en 1999 par Sciences en situation, collection «Sens de l'histoire», 163 p. ISBN 2908965119